# Aleš Bažant
Aleš Bažant (* 31. prosince 1963) je bývalý český fotbalista, obránce, reprezentant Československa.
Za československou reprezentaci odehrál roku 1985 jedno utkání (kvalifikační zápas na mistrovství světa 1986 se Švédskem), desetkrát startoval i v reprezentaci do 21 let. V lize odehrál 170 utkání a dal 7 gólů. Hrál za Duklu Praha (1982–1990), Spartu Praha (1990–1991) a TJ Vítkovice (1991–1992). Se Spartou získal roku 1991 mistrovský titul, s Duklou dvakrát Československý pohár (1985, 1990). Desetkrát startoval v evropských pohárech.